# Stroiter Mühle
Die Stroiter Mühle ist eine Windmühle in Einbeck, östlich des Ortsteils Stroit im Landkreis Northeim. Das Bauwerk ist die südlichste Windmühle Niedersachsens.

## Geographische Lage
Die Windmühle liegt im Leinebergland auf einer exponierten Anhöhe zwischen dem westlich gelegenen Höhenzug Hils und dem östlich gelegenen Höhenzug Selter. Sie liegt ca. 240 m ü. NN und ist daher die höchstgelegene Windmühle in Südniedersachsen. Das Bauwerk befindet sich unweit westlich der B 3.

## Beschreibung
Die Stroiter Windmühle ist ein Backsteinbau mit 4 Etagen und einer Höhe von etwa 22 m. Der Typ dieser Mühle ist ein Galerieholländer, d. h. mit drehbarer Haube und umlaufendem Balkon. Der Grundriss ist 16-kantig. Die Leistung der Mühle ist bemerkenswert: neben den beiden Getreide-Mahlgängen ist auch ein Ölgang und ein Graupengang installiert. Das Bauwerk steht unter Denkmalschutz.
Im Ortswappen von Stroit ist eine silberne Holländerwindmühle abgebildet.

## Geschichte

### Bauten

Stroiter Mühle, Vorderseite

Das Getreide des Umlandes musste bis zur Inbetriebnahme der Stroiter Mühle zum Mahlen nach Greene oder Voldagsen gebracht werden, wo regionaltypische Wassermühlen in Betrieb waren.
1842 beginnt die Geschichte des Mühlenstandortes bei Stroit. Müller Grote aus Bierbergen heiratete in Ahlshausen ein und stellte dann bei Herzog Wilhelm von Braunschweig 1842 den Antrag, auf dem Rotenberge bei Stroit eine Mühle zu bauen. Das Braunschweiger Ministerium genehmigte den Mühlenbau und Grote baute eine Bockwindmühle. Dieses Holzbauwerk brannte bereits 1849 ab.
Müller Grote baute am gleichen Platz sofort eine neue Mühle, diesmal aus massiven Backsteinen, die 1850 fertig wurde. Grote hatte sich durch diesen Bau verschuldet. Er wanderte nach Hancock in den USA aus, von wo er 1864 seinem Sohn die Geschäfte übertrug, der aber die aufgelaufenen Schulden nicht abtragen konnte. Danach wechselte der Besitz der Mühle mehrfach. 1872 kaufte Müller Fesing aus Lebenstedt die Mühle. 1905 wurde eine zweite Königswelle in Betrieb genommen. Müller Woitag aus Schlesien kaufte die Mühle 1906. Seit 1930 arbeitete die Mühle ohne Wind mit einem Elektromotor. Etwa 1960 wurde der Betrieb eingestellt, weil der Müller keine Arbeit mehr hatte.

### Restaurierung
Die Mühle war seitdem vom Verfall bedroht, so dass sich ein Förderverein seit 1982 um den Erhalt der Mühle kümmert. Zu den bekannten Unterstützern der vielfältigen Arbeiten gehören u. a. die Calenberg-Grubenhagensche Landschaft, die Klosterkammer Hannover, Carl-Ernst Büchting und August Wenzel. Ein Meilenstein der Restaurierung war die Montage neuer Flügel im Jahr 1998.

## Regelmäßige Veranstaltungen
Jährlich am Deutschen Mühlentag und am Tag des offenen Denkmals wird das Gebäude für Besucher geöffnet.